# Chrysauginae
Chrysauginae zijn een onderfamilie van vlinders uit de familie snuitmotten (Pyralidae).

## Geslachten
- Abaera
- Acallidia
- Acallis
- Adenopteryx
- Ahyalosticta
- Anassodes
- Anemosa
- Anemosella
- Anisothrix
- Arbinia
- Area
- Arica
- Arouva
- Arta
- Azamora
- Balidarcha
- Basacallis
- Bisinusia
- Blepharocerus
- Bonchis
- Bradypodicola
- Bradypophila
- Callasopia
- Caphys
- Cappsia
- Carcha
- Casuaria
- Catadupa
- Chrysauge
- Chrysophila
- Clydonopteron
- Condylolomia
- Craftsia
- Cromarcha
- Cryptoses
- Cyclidalis
- Cyclopalpia
- Dastira
- Dasycnemia
- Deopteryx
- Derbeta
- Diloxis
- Distortia
- Drepanodia
- Epidelia
- Epiparachma
- Epitamyra
- Eupilocera
- Galasa
- Galasodes
- Gephyra
- Gephyrella
- Hednotodes
- Heliades
- Heterauge
- Holoperas
- Humiphila
- Hyalosticta
- Hyperparachma
- Hypocosmia
- Idnea
- Idneodes
- Itambe
- Lepidomys
- Lophopleura
- Lophopleuropsis
- Macna
- Martiniodes
- Megacaphys
- Michaelshaffera
- Microrca
- Microsauge
- Microzancla
- Mimetauge
- Monoloxis
- Murgisca
- Myolisa
- Nachaba
- Navura
- Negalasa
- Neocaphys
- Ocoba
- Ocresia
- Oectoperodes
- Ophias
- Oryctopleura
- Pachypodistes
- Parabaera
- Parachma
- Paragalasa
- Paramacna
- Paridnea
- Passelgis
- Pelasgis
- Penthesilea
- Pionidia
- Potosa
- Protrichia
- Psectrodes
- Pyrauge
- Pyraustodes
- Quadrischistis
- Ramphidium
- Replicia
- Restidia
- Rhynchotosale
- Rucuma
- Salobrena
- Samcova
- Sanguesa
- Sarcistis
- Satole
- Schistoneura
- Semnia
- Sthenobaea
- Streptopalpia
- Tamyra
- Tetraschistis
- Tharsanthes
- Thermotesia
- Tippecoa
- Torotambe
- Tosale
- Uliosoma
- Ungulopsis
- Voglia
- Xantippe
- Xantippides
- Zaboba
- Zamanna
- Zanclodes